# Dajr Muhajsin
Dajr Muhajsin (arab. دير محيسن) – nieistniejąca już arabska wieś, która była położona w Dystrykcie Ramli w Mandacie Palestyny. Wieś została wyludniona i zniszczona podczas wojny domowej w Mandacie Palestyny, po ataku żydowskiej organizacji paramilitarnej Hagana w dniu 6 kwietnia 1948 roku.

## Położenie
Dajr Muhajsin leżała na granicy Wzgórz Judzkich z nadmorską równiną Szaron. Według danych z 1945 roku do wsi należały ziemie o powierzchni 10 008 ha. We wsi mieszkało wówczas 534 osoby.
| własność gruntów | powierzchnia gruntów (hektary) |
| ---------------- | ------------------------------ |
| Arabowie         | 9 704                          |
| Żydzi            | 0                              |
| publiczne        | 304                            |
| Razem            | 10 008                         |

| Rodzaj użytkowanych gruntów | Arabowie (hektary) | Żydzi (hektary) |
| --------------------------- | ------------------ | --------------- |
| uprawy nawadniane           | 45                 | 0               |
| uprawy zbóż                 | 7 909              | 0               |
| nieużytki                   | 1 982              | 0               |
| zabudowane                  | 72                 | 0               |

## Historia
Nie jest znana data powstania wsi. Krzyżowcy nazywali tutejszą osadę Deirmusim, ale była także nazywana Umm al-Szukf. Jednak współczesna wieś powstała dopiero na początku XX wieku. Lokalna gospodarka była oparta na rolnictwie. W wyniku I wojny światowej, w 1918 roku cała Palestyna przeszła pod panowanie Brytyjczyków, którzy utworzyli Mandat Palestyny. W okresie panowania Brytyjczyków Dajr Muhajsin była niewielką wsią. We wsi znajdował się jeden meczet.

Przyjęta 29 listopada 1947 roku Rezolucja Zgromadzenia Ogólnego ONZ nr 181 zakładała podział Palestyny na dwa państwa: żydowskie i arabskie. Plan podziału przyznawał obszar wioski Dajr Muhajsin państwu arabskiemu. Żydzi zaakceptowali plan podziału, jednak Arabowie doprowadzili dzień później do wybuchu wojny domowej w Mandacie Palestyny. Strategiczne położenie Dajr Muhajsin przy drodze z Majdal do Latrun spowodowało, że wieś stała się bardzo ważnym punktem w żydowskich planach utrzymania komunikacji z oblężoną Jerozolimą. W celu przeciwdziałania atakom na konwoje do Jerozolimy, żydowska organizacja paramilitarna Hagana przeprowadziła operację Nachszon, w trakcie której 6 kwietnia 1948 roku siły Palmach zdobyły wieś. Wysiedlono wówczas wszystkich jej mieszkańców, a następnie wyburzono większość budynków. Arabowie kilkakrotnie kontratakowali, próbując odbić wieś. W dniu 9 kwietnia Brytyjczycy nakazali Żydom opuszczenie wsi, gdyż stanowili oni zagrożenie dla brytyjskich linii zaopatrzeniowych. Zniszczona wieś pozostała już opuszczona i podczas I wojny izraelsko-arabskiej z jej okolic rozpoczynała się trasa Drogi Birmańskiej, prowadzącej do Jerozolimy z pominięciem arabskich pozycji w rejonie Latrun.

## Miejsce obecnie
Na gruntach należących do wsi powstał w 1952 roku żydowski moszaw Bekoa. Palestyński historyk Walid Chalidi, tak opisał pozostałości wioski Dajr Muhajsin: „Dzika roślinność rozciąga się w miejscu wsi, która została wyrównana przez buldożery”.